# Adrián Mora
Adrián Mora Barraza (Parral, 15 de agosto de 1997) é um futebolista mexicano que atua como meio-campista. Atualmente joga pelo Fútbol Club Juárez.

## Carreira
Mora se juntou ao Deportivo Toluca para o torneio Apertura 2018 da equipe juvenil. Ele fez sua estreia profissional em 5 de setembro de 2019 em uma partida da Copa MX contra o Tijuana, quando também marcou seu primeiro gol profissional.

## Títulos
Monterrey
- Liga dos Campeões da CONCACAF: 2021

México
- Jogos Olímpicos: 2020 (medalha de bronze)